# Жилин, Игорь Фёдорович
Игорь Фёдорович Жилин — советский, российский и белорусский функционер.

## Биография
Родился 18 января 1941 года в Орджоникидзе Северо-Осетинской АССР. Окончил Томский политехнический институт и Харьковский инженерно-экономический институт по специальностям «Машины и аппараты химических производств» и «Организация промышленного производства».
Начинал трудовую деятельность на Вахшском азотно-туковом заводе в Таджикской ССР. Затем занимал руководящие должности на ведущих предприятиях азотной промышленности: Навоиском химическом комбинате (Узбекская ССР), ПО «Азот» (Ровно, Украинская ССР), Череповецком ПО «Азот» (РСФСР), Россошанском ПО «Азот» (РФ), объединении «Азот» (Москва, РФ). 
В 1990—1993 годах был депутатом Верховного Совета РФ, заместителем председателя Комитета ВС РФ по вопросам экономической реформы и собственности. 
С 2003 года работал техническим консультантом компании «СреднеАзГаз» (Москва). 
С 2006 года — первый заместитель генерального директора АО «Энерджи Инвест» (Рустави, Грузия).
С 2009 по 2011 год руководил ОАО «Гродно Азот».
4 февраля 2011 года Президентом Республики Беларусь Александром Лукашенко назначен председателем Белорусского государственного концерна по нефти и химии. Освобождён от занимаемой должности Постановлением правительства Республики Беларусь № 631 от 30 июня 2014 года.
1 июля 2014 года задержан в Беларуси по обвинению в злоупотреблении властью или служебными полномочиями. В конце того же месяца Александр Лукашенко заявил во время совещания на тему борьбы с коррупцией, что Игорь Жилин компенсировал ущерб, нанесённый государству, и уже освобождён. 